# Selim (ciclismo)

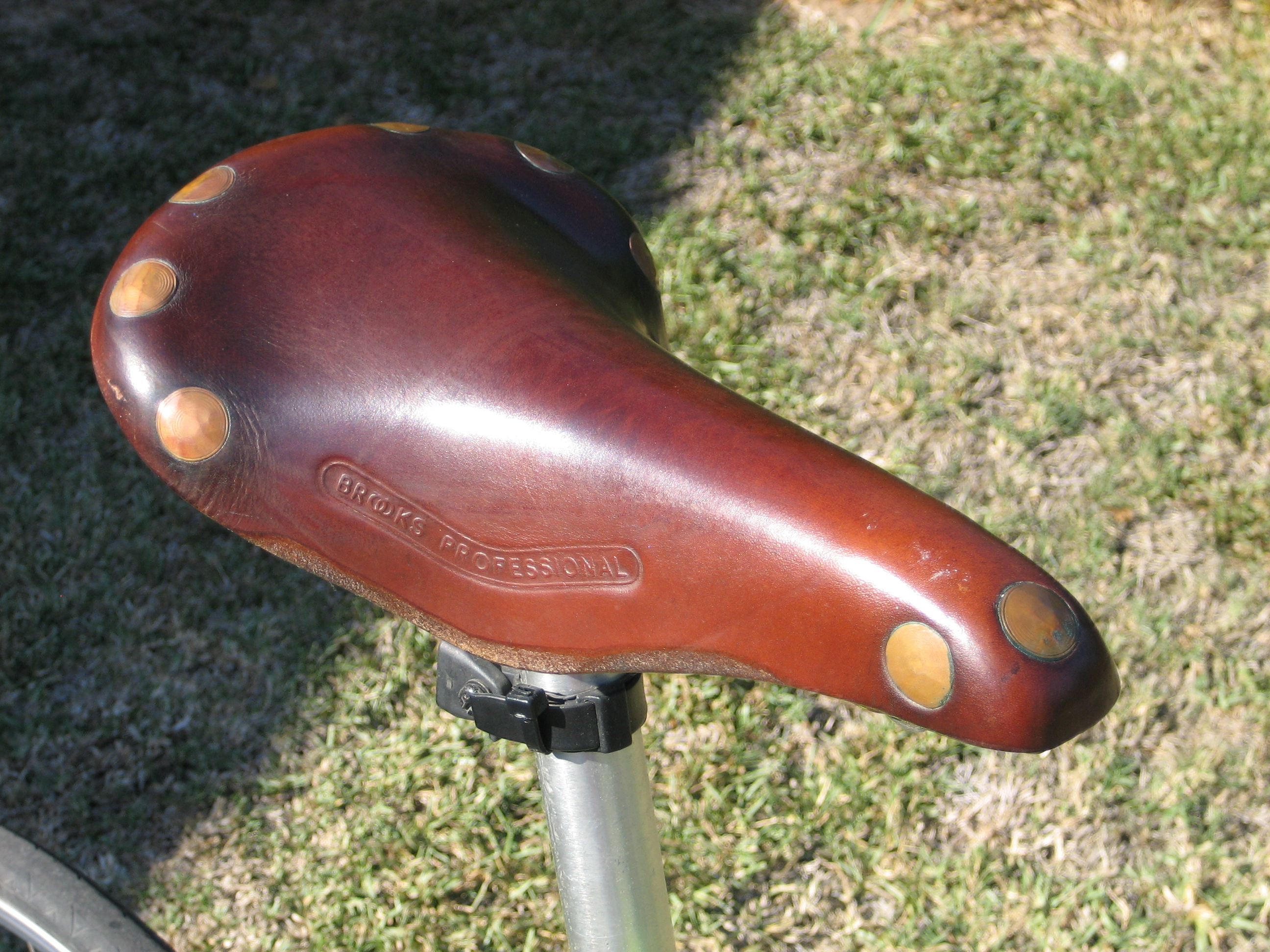
Selim de couro

O selim —também chamado de assento, sela ou coxim — é uma das três partes de uma bicicleta que ficam em contato com o ciclista. As outras são os pedais e os punhos. Ele executa o mesmo papéis de uma sela de cavalo e não suporta todo peso do ciclista, já que o divide com os outro pontos de contato. Normalmente ele é fixado em um canote e sua altura pode ser regulada enfiando-se mais ou menos o canote no quadro.

## Ajuste
A posição do selim é relativa ao movimento central, não ao chão ou ao guidão. Por exemplo, se o guidão estiver longe, é melhor trocar a mesa do que deslocar o selim para frente da sua posição ideal.
Ou melhor: a altura do selim deve ser ajustada relativa à altura dos pedais em relação ao solo e ao comprimento da pedivela. Na prática, a distância do topo do selim para o centro do movimento central é a "altura do selim". Usa-se essa convenção para fins de comparação de tamanhos entre bicicletas em fase de projeto ou de compra. Existem outros métodos.